# Karel Kaplan
Karel Kaplan (* 28. August 1928 in Horní Jelení; † 12. März 2023) war ein tschechischer Historiker und Publizist. Sein Arbeitsschwerpunkt war die Geschichte der Tschechoslowakei nach dem Zweiten Weltkrieg.

## Leben und Wirken
Kaplan, der als junger Mann in der Schuhfabrik Baťa in Zlín Lehre machte und danach dort arbeitete, übernahm seine ersten politischen Aufgaben im regionalen Apparat der Kommunistischen Partei der Tschechoslowakei (KSČ); nach dem Studium der Geschichte und Gesellschaftswissenschaften arbeitete er 1960 – 1964 als Konsultant für Geschichte in der ideologischen Abteilung des Parteivorstandes der KSČ, nach seiner Entlassung aus politischen Gründen dann im Historischen Institut der Tschechoslowakischen Akademie der Wissenschaften. Im Zentrum seines Interesses lagen die politischen Prozesse und die Repression in der Tschechoslowakei, wobei er – anders als viele andere Historiker – auch auf geheime Archive der Partei zugreifen konnte.
Während des Prager Frühlings nahm er seine Arbeit in der KSČ wieder auf und war unter anderem in der Kommission für die Rehabilitierung der zu Unrecht verurteilten Personen tätig. Er beteiligte sich auch an der Ausarbeitung des Aktionsprogramms der Partei. Für diese Aktivität wurde er 1970 aus der Partei entlassen und war als Arbeiter tätig, 1972 wurde er vorübergehend verhaftet.
1976 übersiedelte er in die Bundesrepublik Deutschland und arbeitete wieder als Historiker, wobei er als Mitarbeiter unter anderem für das Bundesinstitut für ostwissenschaftliche und internationale Studien, das Collegium Carolinum, Voice of America, die BBC, die Deutsche Welle und Radio Free Europe tätig war.
Nach dem Zerfall des Ostblocks kehrte er 1990 zurück in die Tschechoslowakei, wo er in der Tschechoslowakischen Akademie der Wissenschaften arbeitete. 2008 erhielt er eine Auszeichnung für seine Verdienste für den Staat im Bereich der Wissenschaft.

## Schriften
tschechische und deutsche Veröffentlichungen
- Anatomie einer regierenden kommunistischen Partei (Teil 1, Der Generalsekretär; Teil 2, Das Politbüro (ZK-Präsidium); Teil 3, Das ZK-Sekretariat; Teil 4, Apparate und Apparatschiks), Bundesinstitut für ostwissenschaftliche und internationale Studien, Köln 1983, 1984 und 1985
- Das verhängnisvolle Bündnis: Unterwanderung, Gleichschaltung u. Vernichtung d. Tschechoslowakischen Sozialdemokratie 1944 - 1954, POL-Verlag, Wuppertal 1984, ISBN 3-9800905-0-7
- StB o sobě: výpověď vyšetřovatele Bohumila Doubka, Úřad dokumentace a vyšetřování zločinů komunismu PČR, Praha 2002, ISBN 80-902885-9-6
- Nekrvavá revoluce, Sixty-Eight Publishers, Toronto 1985, ISBN 0-88781-157-4
- K politickým procesům v Československu 1948-1954 : dokumentace komise ÚV KSČ pro rehabilitaci 1968, Ústav pro soudobé dějiny AV ČR, Praha 1994, ISBN 80-85270-28-5
- Komunistický režim a politické procesy v Československu, Barrister & Principal, Brno 2001, ISBN 80-85947-75-7
- Dekrety prezidenta republiky 1940-1945: dokumenty, Ústav pro soudobé dějiny Akademie věd České republiky, Brno 2002, ISBN 80-7285-012-1
- Kronika komunistického Československa. Klement Gottwald a Rudolf Slánský, Společnost pro odbornou literaturu - Barrister & Principal, Brno 2009, ISBN 978-80-87029-53-4

übersetzte Veröffentlichungen
- La democracia triunfó: El desarrollo de la democracia popular checoslovaca 1945–1948, Orbis, Praha 1963
- Dans les Archives du Comité Central: Trente ans de secrets du bloc soviétique, A. Michel, Paris 1978, ISBN 978-2-226-00711-7
- 1952 Procès politiques à Prague, Editions complexe, Paris 1980, ISBN 2-87027-057-7
- I centralkommitténs hemliga arkiv : Sanningen om Slánskýprocessen, Ordfronts Förl., Stockholm 1982
- The Communist Party in Power: A Profile of Party Politics in Czechoslovakia, Westview Press, Boulder / London 1987, ISBN 0-86531-823-9
- The Short March: The Communist takeover in Czechoslovakia 1945–1948, 1987, ISBN 0-312-72209-5
- Report on the Murder of the General Secretary, Ohio State University Press, Columbus 1990, ISBN 0-8142-0477-5
- Csehoszlovákia igazi arca 1945–1948, Kalligram, (Poszony) Bratislava 1993, ISBN 80-7149-014-8